# 斯科特海岸
76°30′S 162°30′E / 76.500°S 162.500°E
斯科特海岸（英語：Scott Coast）是南極洲的海岸，位於維多利亞地沿岸，處於華盛頓角和明納海崖之間，以英國皇家海軍的羅伯特·斯科特上尉命名。